# San Marco Group-Fago
San Marco Group-Fago war ein italienisches Radsportteam, das nur ca. 5 Monate 1996 bestand.

## Geschichte
Das Team wurde 1996 unter der Leitung von Flavio Giupponi gegründet. 1996 konnte das Team neben den Siegen einen zweiten Platz bei der Slowenien-Rundfahrt, einen dritten Platz beim Scheldeprijs, einen fünften Platz beim GP de Fourmies, sowie einen fünfzehnten Platz beim Amstel Gold Race. Nach nur knapp 5 Monaten in der Saison 1996 wurde das Team aufgrund von Finanzschwierigkeiten aufgelöst.
Hauptsponsor war ein italienischer Hersteller von Farben.

## Erfolge
1996
- Coppa Agostoni
- eine Etappe Slowenien-Rundfahrt
- eine Etappe Vuelta al Táchira

### Monumente-des-Radsports-Platzierungen
| Monument                 | 1996 |
| ------------------------ | ---- |
| Mailand–Sanremo          | 23   |
| Flandern-Rundfahrt       | 11   |
| Paris–Roubaix            | 42   |
| Lüttich–Bastogne–Lüttich | –    |

## Bekannte ehemalige Fahrer
- Gabriele Missaglia (1996)
- Eric Vanderaerden (1996)
- Massimo Podenzana (1996)
- Paolo Lanfranchi (1996)
- Endrio Leoni (1996)